# Maurice Sartre
Maurice Sartre (Lyon, 3 de octubre de 1944) es un historiador francés especializado en la historia del mundo griego y del mundo romano oriental, en particular el Próximo Oriente helenizado, desde Alejandro Magno hasta la conquista islámica.

## Biografía
Maurice Sartre hizo sus estudios universitarios en Lyon, su ciudad natal, y superó su maestría en historia bajo la dirección de Pierre Vidal-Naquet (su disertación trató el tema de la frontera en la antigua Grecia).
Tras obtener el agregado de historia en 1968, participó en una de las campañas de excavación en Ai Khanoum (Afganistán), antes de dedicarse al estudio del Próximo Oriente helenizado con el apoyo de Jean Pouilloux, quien dirigió su tesis de Estado titulada “Bostra y la Arabia romana”. Entre 1969 y 1978 fue asistente y luego profesor en la Universidad de Clermont-Ferrand. En la actualidad es profesor emérito de historia antigua en la Universidad François-Rabelais de Tours (ahora Universidad de Tours). Desde 1997 hasta 2018 fue editor jefe de Siria, la prestigiosa revista de arqueología, arte e historia.
Una de sus preocupaciones sigue siendo difundir la cultura histórica universitaria al público en general, por lo que participó activamente en la creación del Rendez-vous de l'histoire de Blois, por iniciativa de Jack Lang, como primer presidente del consejo científico de este evento con vocación internacional. Además es miembro del consejo de redacción de la revista L'Histoire y colaborador habitual del suplemento de libros del diario Le Monde.
Ha tomado una posición clara contra la represión en Siria desde 2011, y ha intervenido en múltiples ocasiones en medios escritos y audiovisuales para recordar la importancia histórica de Palmira para toda la humanidad y la riqueza del patrimonio sirio, para denunciar la destrucción y saqueo de Daesh y del régimen dictatorial y de sus aliados y de todos los actores del conflicto, sean quienes sean.
En junio de 2020 firmó con Mona Ozouf, Annie Sartre-Fauriat (su esposa), Jean-Noël Jeanneney y Michel Winock una columna en Le Monde para denunciar el anacronismo que constituye el derribo sistemático de estatuas de hombres del pasado con el pretexto de que no compartía nuestros valores.